# Pietro Melchiorre Ferrari
Pietro Melchiorre Ferrari (Sissa, 2 febbraio 1735 – Parma, 3 ottobre 1787) è stato un pittore italiano.

## Biografia
Figlio di Paolo (1705-1792), pittore e architetto, dopo l'apprendistato con suo padre fu allievo dell'abate Giuseppe Peroni, poi andò a Bologna dove studiò con Vittorio Bigari.
Tornato a Parma frequentò l'Accademia di Belle Arti, dove ebbe tra i suoi insegnanti Giuseppe Baldrighi. Vinse diversi concorsi dell'Accademia: nel 1760 con l'opera storica Seneca svenato e nel 1761 con la Guarigione del paralitico, rispettivamente un disegno e una tela, entrambi conservati con altri suoi lavori nella Galleria Nazionale di Parma.
In seguito si avvicinò allo stile della pittura francese dell'epoca, influenzato soprattutto da Antoine Watteau e Jean-Marc Nattier. Tra le sue opere di carattere religioso, Sant'Anna e La Sacra Famiglia. Eseguì alcuni notevoli ritratti, tra cui spiccano quelli di Guillaume du Tillot, ministro del Ducato di Parma, e del duca Ferdinando di Borbone. Gli è attribuito anche il ritratto del soprano ferrarese Lucrezia Agujari.
Nella chiesa di San Giovanni di Nizza Monferrato è conservata la pala d'altare Messa di San Gregorio.
Morì a Parma, dove è sepolto nella Chiesa di San Quintino.